# Кім Чхан Су
Кім Чхан Су  (кор. 김 창수, 12 вересня 1985) — південнокорейський футболіст, олімпійський медаліст.

## Титули і досягнення
- Володар Кубка Джей-ліги (1):

«Касіва Рейсол»: 2013
- Володар Кубка банку Суруга (1):

«Касіва Рейсол»: 2014
- Переможець Ліги чемпіонів АФК (1):

«Чонбук Хьонде Моторс»: 2016
- Володар Кубка Південної Кореї (1):

«Чонбук Хьонде Моторс»: 2017
Збірні
- Срібний призер Кубка Азії: 2015

### Виступи на Олімпіадах
| Олімпіада   | Дисципліна | Місце |
| ----------- | ---------- | ----- |
| Лондон 2012 | футбол     | 3     |